# Podůlšany
Podůlšany (en allemand : Podulschan) est une commune rurale du district et de la région de Pardubice, en République tchèque. Sa population s'élevait à 157 habitants en 2024.

## Géographie
Podůlšany se trouve à 11 km au nord-nord-ouest de Pardubice, à 11 km au sud-ouest de Hradec Králové et à 94 km à l'est de Prague.
La commune est limitée par Praskačka et Libišany au nord, par Čeperka à l'est et au sud, par Staré Ždánice à l'ouest.

## Histoire
La première mention écrite du village date du XIIe siècle.

## Galerie

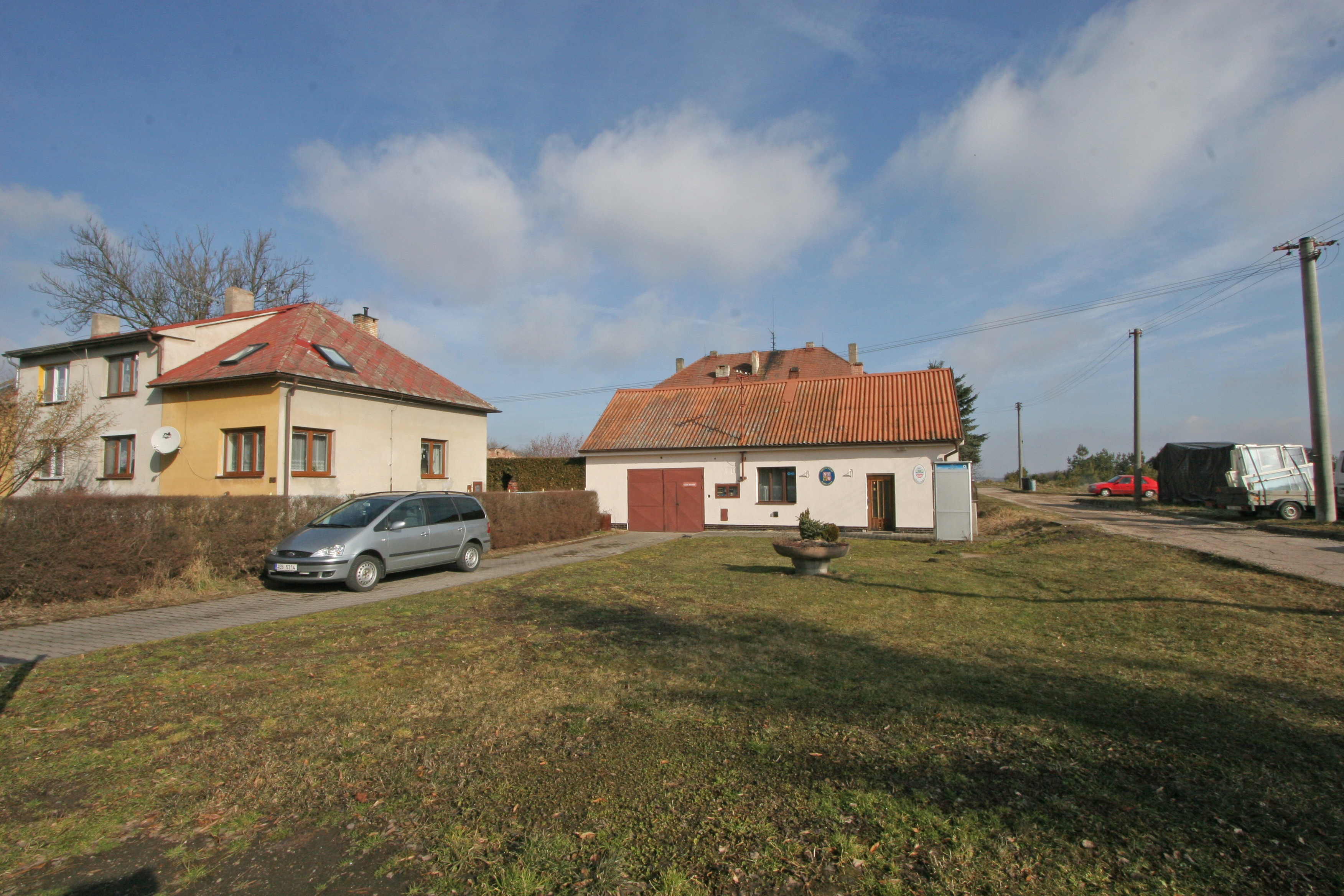
Podůlšany : la mairie.
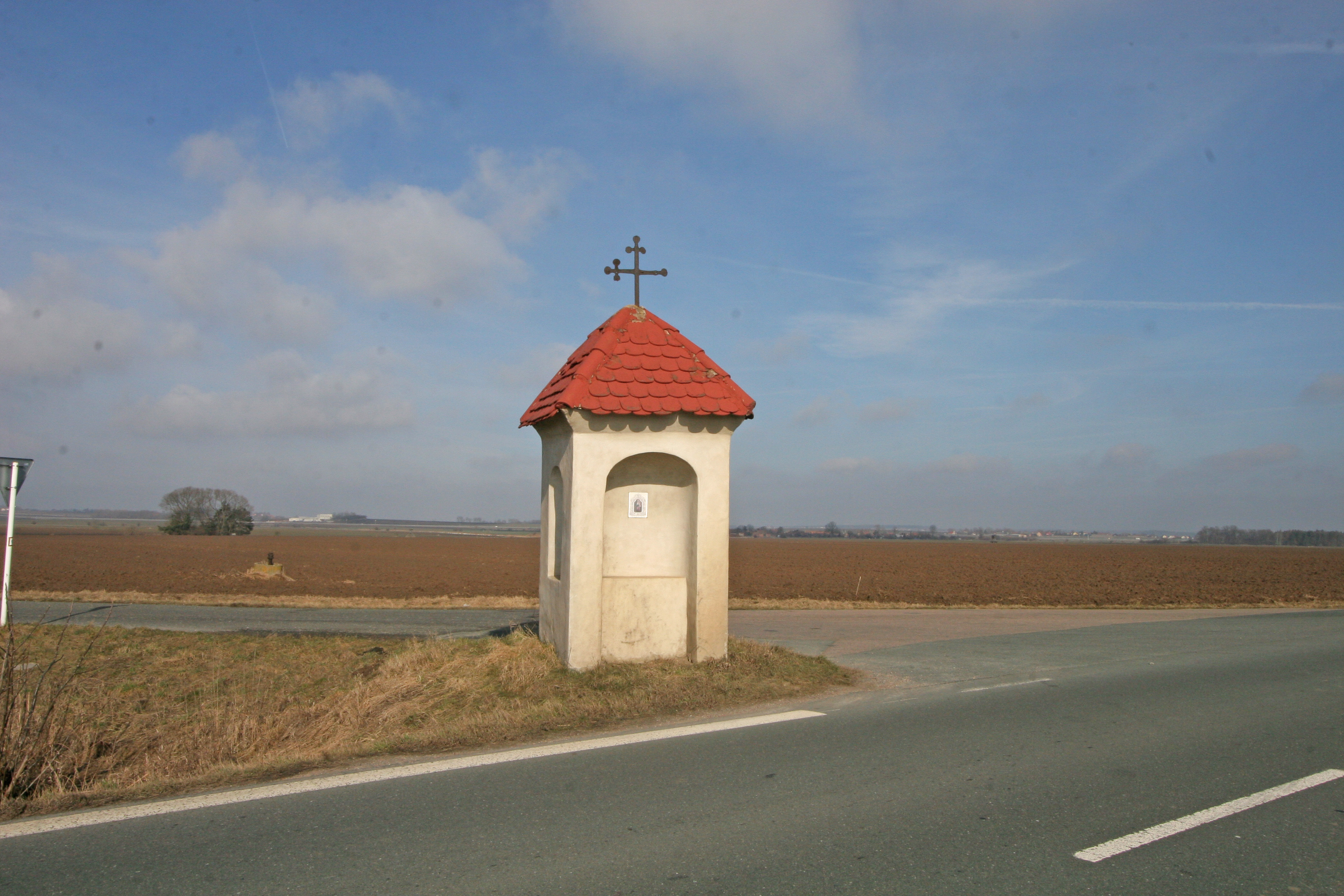
Chapelle à Podůlšany au carrefour de Stary Ždánice.

## Transports
Par la route, Podůlšany se trouve à 15 km de Pardubice, à 16 km de Hradec Králové et à 108 km de Prague. 